# Odilo Bravo González
Odilo Bravo González, també esmentat com Odilio Bravo, (O Carballiño, 1 de setembre de 1916 - Màlaga, 16 de febrer de 2004) fou un futbolista i entrenador de futbol gallec.

## Trajectòria
Com a futbolista va jugar a diversos clubs modestos de Vigo, el Poio, el Rápido Alameda, el Rápido de Bouzas i la Peña Colón.
L'any 1950 obtingué el títol d'entrenador regional a Barcelona, per poder entrenar l'equip de la Universitat de Barcelona. Un any més tard aconseguí el títol nacional a Burgos. L'any 1952 esdevingué entrenador del Celta de Vigo. El desembre de 1954 substituí Alejandro Scopelli a la banqueta del RCD Espanyol, dirigint el club durant 13 partits.